# Cœur (symbole)
Pour les articles homonymes, voir cœur.

Un cœur.

Cœur traversé d’une flèche.

Le cœur est un symbole courant utilisé depuis l'Antiquité pour représenter le centre (l'organe appelé cœur) de l’activité émotionnelle, spirituelle, morale ou intellectuelle.
Un cœur rouge est principalement utilisé comme symbole de l’amour (parfois pour l'amitié), il est parfois traversé d’une flèche, illustrant ainsi l'intervention d'Éros, ou bien brisé, représentant alors une déconvenue amoureuse.
De nos jours, selon le contexte, le cœur est aussi utilisé pour symboliser la vie ou la santé, notamment cardiaque.
Une chose en forme de cœur est qualifiée de cardioïde, cordée ou cordiforme. Ces deux derniers termes sont notamment utilisés en botanique pour décrire la forme d'une feuille dont la base est échancrée en forme de cœur.

## Une forme iconique
La forme iconique qui illustre depuis des siècles la forme du cœur, avec deux courbes au-dessus et une pointe au-dessous, fleurit chaque année partout dans le monde le jour de la Saint-Valentin. 
Elle est celle que l’on voit sur les cartes de vœux, les bijoux, les jeux de cartes, les armoiries, les applis santé , les graffiti, les émoticônes, les emoji , mais aussi celle que les people dessinent avec leurs doigts pour témoigner leur affection envers leur public. 

## Origine du symbole
On trouve dès l'Antiquité des représentations du cœur stylisé, en Grèce notamment. Ce symbole sert principalement de décor ou d'illustration, et est en réalité une feuille de lierre avec ou sans la tige, ou une circonvolution d'arabesque. D'autres historiens associent la forme du cœur à la graine de silphium, une plante aujourd'hui disparue et qui était utilisée comme contraceptif.
Les premières illustrations d’un cœur amoureux remontent au milieu du XIIIe siècle. On les trouve dans un récit allégorique intitulé Le roman de la poire, composé vers 1250 par un prêtre dénommé Tibaut. 
Une autre représentation célèbre de cœur d’un homme amoureux est celle qui figure sur une pièce en ivoire conservée au Victoria and Albert Museum de Londres.
Un cœur,  en forme de pomme de pin, a été peint vers 1305 par Giotto di Bondone (1267-1337), considéré comme l’un des premiers maîtres précédant la Renaissance.
C’est au XIVe siècle qu’apparaît l’image stylisée du cœur que nous connaissons : festonné, à deux lobes. Dans l'ouvrage intitulé Documenti d’Amore, du poète toscan Francesco da Barberino, on peut voir pour la première fois des cœurs symétriques aux lobes rudimentaires enfilés autour du cou d’un cheval.
Une autre illustration montrant la forme actuelle stylisée du cœur apparaît dans un manuscrit français intitulé Le Roman d’Alexandre (vers 1340),
À partir du Moyen Âge en Europe, les peintres commencent à remplacer les représentations réelles des cœurs par le symbole, mais la transition se fait de façon progressive et on trouve à la même époque chez les primitifs italiens des tableaux avec des représentations réelles et stylisées de cœur. Par exemple, dans la Vie de Sainte Catherine de Sienne, traduite d’après Raimond de Capoue. 
Au XVe siècle, Léonard de Vinci utilisait parfois le symbole sur ses schémas du corps humain en lieu et place d'une illustration réelle du cœur, lorsqu’il voulait simplement en afficher l'emplacement .

## Représentation et utilisation
- Il peut être utilisé pour remplacer le verbe aimer (ou un synonyme) notamment dans J'♥ NY (j’aime New York) I ♥ Huckabees.
- En bliss, ♡ se traduit par sentiment et est utilisé pour composer des mots du registre lexical des sentiments, par exemple, en ajoutant une flèche pointée vers le haut : ♡↑ se traduit par joie[6].
- Rouge, il est utilisé comme l'une des quatre couleurs du jeu de cartes, majeure au bridge. Le cœur a remplacé la coupe dont le symbole est très proche.
- Lorsqu’il est impossible (ou simplement difficile) d’utiliser le symbole « ♥ » (directement avec un clavier ou sur un téléphone portable), on peut présenter le cœur avec un signe « strictement inférieur à » suivi d’un trois, ce qui donne « <3 ».
  - Certains sites internet font d'ailleurs la conversion : un « <3 » entré dans le champ de commentaire sur Facebook ou un message sur Discord donne un « ♥ » à l'affichage.
- Dans certains modèles de jeu vidéo, un cœur symbolise une vie ou un point de vie.
- Certains restaurants ou emballages de denrées alimentaires utilisent un cœur pour signaler une nourriture non nocive pour le cœur, en particulier du point de vue de la teneur en cholestérol. C'est notamment le symbole utilisé par l'American Heart Association[7].

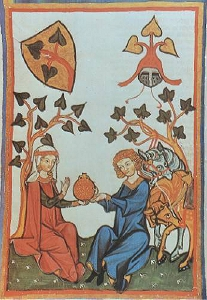
Codex Manesse - XIIIe siècle. Le chanteur de Minne Günther Von Dem Vorste et son amante. Les lierres qui les entourent et les blasons stylisés symbolisent leur attachement réciproque.
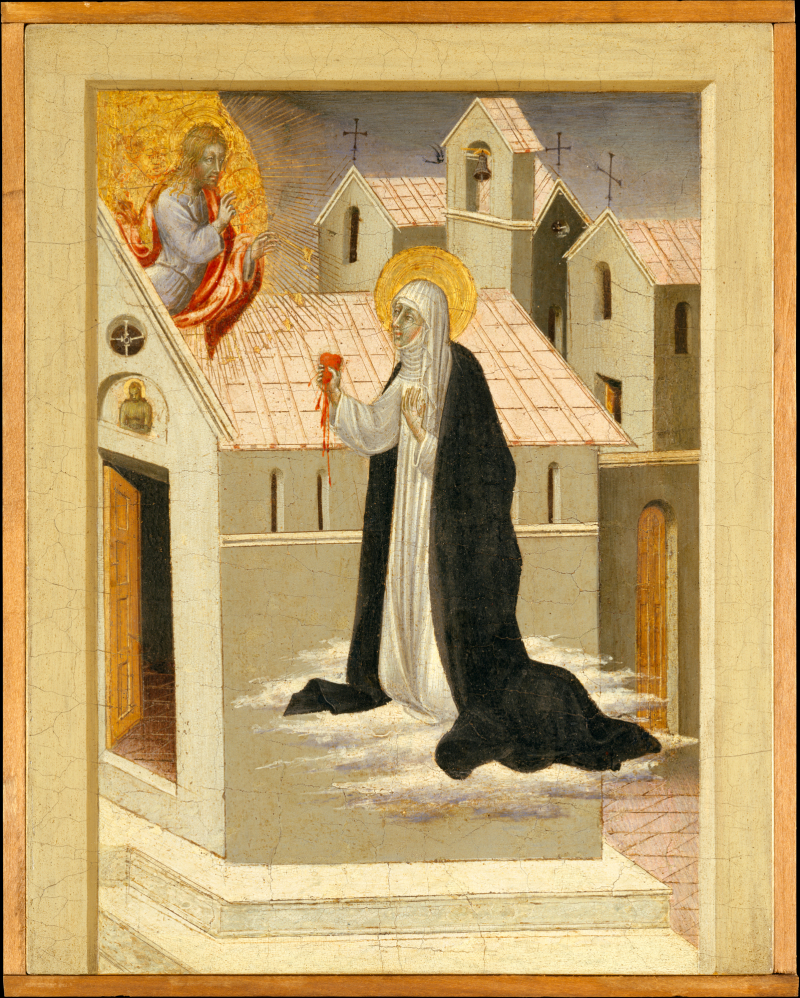
Sainte Catherine de Sienne échangeant son cœur avec le Christ, Giovanni di Paolo.

### Codage informatique
L’Unicode possède plusieurs cœurs :
- U+2661 ♡ cœur creux (HTML : &#9825;)
- U+2665 ♥ cœur plein (HTML : &#9829; &hearts;), qui peut s’obtenir facilement sous windows en tapant alt+3
- U+2764 ❤ gros cœur plein (HTML : &#10084;)
- U+2765 ❥ gros cœur plein couché (HTML : &#10085;)

D'autres caractères Unicode reprennent ce symbole :
- U+2763 ❣ gros point d'exclamation fantaisie en forme de cœur (HTML : &#10083;)
- U+2766 ❦ cœur floral (HTML : &#10086; voir également feuille aldine)
- U+2767 ❧ cœur floral couché (HTML : &#10087; voir également feuille aldine)
- U+2619 ☙ cœur floral couché à droite (HTML : &#9753; voir également feuille aldine)
- U+1F491 💑
- U+1F492 💒
- U+1F493 💓
- U+1F494 💔
- U+1F495 💕
- U+1F496 💖
- U+1F497 💗
- U+1F498 💘
- U+1F499 💙
- U+1F49A 💚
- U+1F49B 💛
- U+1F49C 💜
- U+1F49D 💝

Les sinogrammes 心 et 忄 représentent le cœur et sont codés respectivement 5FC3 et 5FC4 en Unicode.
En TeX, \heartsuit donne {\displaystyle \heartsuit }.